# Championnat des Bahamas de football 2011-2012
Navigation
Saison précédente Saison suivante
La saison 2011-2012 du Championnat des Bahamas de football est la quatrième édition de la BFA Senior League, le championnat de première division des Bahamas. Les huit formations engagées sont réunies au sein d'une poule unique où elles s'affrontent à deux reprises. 
C'est le Bears Football Club, triple tenant du titre, qui remporte à nouveau la compétition cette saison après avoir terminé en tête du classement final, avec huit points d'avance sur le Cavalier FC et dix sur le Lyford Cay FC. C’est le cinquième titre de champion des Bahamas de l'histoire du club, qui réalise le doublé en s'imposant en finale de la Coupe des Bahamas face à  Baha Juniors.

## Les clubs participants
- Bears Football Club
- Lyford Cay FC
- United FC
- Cavalier FC
- VanDyke Bethel Soccer Academy
- Baha Juniors FC
- Dynamos FC
- College of the Bahamas FC

## Compétition
Le barème de points servant à établir le classement se décompose ainsi :
- Victoire : 3 points
- Match nul : 1 point
- Défaite : 0 point

### Résultats et classement final
| Rang | Équipe                        | Pts | J  | G  | N | P  | Bp | Bc | Diff |  | Résultats (▼ dom., ► ext.)    | Bea | Cav | Lyf | Dyn | Uni | Jun | COB | VBS  |
| ---- | ----------------------------- | --- | -- | -- | - | -- | -- | -- | ---- |  | ----------------------------- | --- | --- | --- | --- | --- | --- | --- | ---- |
| 1    | Bears Football Club'T'C       | 37  | 14 | 12 | 1 | 1  | 47 | 12 | +35  |  | Bears Football Club'T'C       |     | 4-1 | 1-1 | 2-0 | 3-0 | 4-0 | 3-1 | 13-2 |
| 2    | Cavalier FC                   | 29  | 14 | 9  | 2 | 3  | 33 | 18 | +15  |  | Cavalier FC                   | 1-2 |     | 4-2 | 1-2 | 1-0 | 3-3 | 5-0 | 5-0  |
| 3    | Lyford Cay FC                 | 27  | 14 | 8  | 3 | 3  | 38 | 16 | +22  |  | Lyford Cay FC                 | 0-3 | 1-2 |     | 4-0 | 1-1 | 7-3 | 1-1 | 5-1  |
| 4    | Dynamos FC                    | 26  | 14 | 8  | 2 | 4  | 25 | 20 | +5   |  | Dynamos FC                    | 3-2 | 1-1 | 0-3 |     | 3-1 | 1-3 | 3-0 | 5-1  |
| 5    | United FC                     | 20  | 14 | 6  | 2 | 6  | 20 | 21 | -1   |  | United FC                     | 0-2 | 0-3 | 0-2 | 1-1 |     | 5-0 | 3-1 | 2-1  |
| 6    | Baha Juniors FC               | 16  | 14 | 5  | 1 | 8  | 26 | 39 | -13  |  | Baha Juniors FC               | 2-4 | 1-2 | 0-4 | 1-3 | 1-2 |     | 2-1 | 4-2  |
| 7    | College of the Bahamas FC     | 4   | 14 | 1  | 1 | 12 | 13 | 37 | -24  |  | College of the Bahamas FC     | 1-3 | 2-3 | 0-5 | 0-2 | 0-1 | 1-3 |     | 4-0  |
| 8    | VanDyke Bethel Soccer Academy | 3   | 14 | 1  | 0 | 13 | 12 | 51 | -39  |  | VanDyke Bethel Soccer Academy | 0-1 | 0-1 | 0-2 | 0-1 | 2-4 | 0-3 | 3-1 |      |

|  | Champion des Bahamas 2011-2012                            |
|  | T : Tenant du titre C : Vainqueur de la Coupe des Bahamas |

## Bilan de la saison
| Championnat des Bahamas de football 2011-2012 |                                |
| Champion                                      | Bears Football Club (5e titre) |
| Coupes et trophées                            |                                |
| Vainqueur de la Coupe des Bahamas 2011-2012   | Bears Football Club            |
| Qualifications continentales                  |                                |
| CFU Club Championship 2013                    | Aucun                          |
| Promotions et relégations                     |                                |
| Promus en BFA Senior League                   | Super Stars FC                 |
| Promus en BFA Senior League                   | Boca FC                        |
| Relégués                                      | Aucun                          |